# Sergei Klischin
Sergei Klischin (russisch Сергей Клишин, * 24. Mai 1967 in Krasnojarsk) ist ein ehemaliger russischer und später österreichischer Judoka.

## Leben
Sergei Klischin begann seine Karriere in der Sowjetunion. 1986 und 1987 war er Junioreneuropameister bis 78 kg.
Für seine spätere Wahlheimat Österreich eroberte er zwei Europameisterschaftsmedaillen. Er kämpfte auch für den deutschen Verein Abensberg im Europacup und gewann diesen mehrfach.
1996 startete er bei den Olympischen Spielen, konnte sich aber nicht platzieren.
Er arbeitete als Judotrainer in Österreich.

## Erfolge
- 1. Rang Junioreneuropameisterschaft 1986 – 78 kg
- 1. Rang Junioreneuropameisterschaft 1987 – 78 kg
- 1. Rang Europameisterschaft Team 1991 – 86 kg
- 1. Rang Offene Deutschemeisterschaft in Rüsselsheim 1992 – 86 kg
- 1. Rang Swiss International Basel 1996 – 86 kg
- 2. Rang Europameisterschaft 1997 – 86 kg
- 2. Rang ASKÖ World Tournament Leonding 1996 – 86 kg
- 3. Rang Europameisterschaft 1996 – 86 kg
- 3. Rang Tournoi de Paris 1997 – 86 kg
- 3. Rang Grand Prix Città di Roma 1996 – 86 kg
- 3. Rang A-Tournament Budapest Bank Cup 1996 – 86 kg
- 3. Rang A-Tournament Budapest Bank Cup 1993 – 86 kg
- 3. Rang World Masters München 1993 – 86 kg

- mehrfacher österreichischer Meister